# 馬赫尼夫齊
49°41′35″N 24°58′50″E / 49.69306°N 24.98056°E
馬赫尼夫齊（羅馬化：Makhnivtsi）是烏克蘭西部的村莊，隸屬利維夫州的佐洛奇夫區。該村始建於1697年，面積0.62平方公里，海拔高度381米，2021年人口164。